# Черча (приток Яны)
Черча — река в Якутии, левый приток Яны. Образуется слиянием горных ручьёв в понижении между северо-западными склонами хребта Кулар и восточными склонами гор Мунду. Протекает по Усть-Янскому улусу в северо-восточном направлении, постоянно меандрируя и образуя рукава с русловыми островами. Впадает в Яну в 270 км от её устья, населённых пунктов на реке нет.
Длина реки составляет 52 км.

## Данные водного реестра
По данным Государственного водного реестра:
- бассейновый округ — Ленский
- речной бассейн — Яна
- речной подбассейн — Яна ниже впадения Адычи
- водохозяйственный участок — Яна от впадения р. Адыча до устья без реки Бытантай
- код водного объекта — 18040300212117700028627.

## Притоки
Объекты перечислены по порядку от устья к истоку:
- 9,8 км: река без названия
- 15 км: река без названия
- 19 км: река без названия
- 23 км: река без названия
- 29 км: река без названия
- 30 км: река без названия
- 34 км: река без названия